# Alnö gravkapell
Alnö gravkapell är ett gravkapell som tillhör Alnö församling i Härnösands stift. Kapellet ligger drygt 200 meter söder om Alnö nya kyrka på begravningsplatsen där.
Gravkapellet ritades av Sundsvalls dåvarande stadsarkitekt Natanael Källander och uppfördes 1905 i jugendstil.